# Kapelle (Zeeland)
Kapelle (anhörenⓘ) ist sowohl eine Gemeinde als auch ein darin gelegenes gleichnamiges Dorf in der niederländischen Provinz Zeeland und zählte am 1. Januar 2025 laut Angabe des CBS 13.024 Einwohner.
Aus dem Zweiten Weltkrieg gibt es hier einen Soldatenfriedhof, auf dem etwa 220 französische Soldaten, 20 marokkanische Soldaten der französischen Armee und ein belgischer Soldat bestattet sind.
Die Kinderbuchautorin Annie M. G. Schmidt und die Politiker Jan Peter Balkenende und Jan Kees de Jager wurden in diesem Ort geboren. Der Radrennfahrer Jo de Roo stammt aus dem Ortsteil Schore.

## Ortsbild und Verkehr
Der Ort ist über den Bahnhof Kapelle-Biezelinge an die Zeeuwse Lijn angeschlossen, die von Roosendaal nach Vlissingen führt.
Die Hervormde Kerk von Kapelle befindet sich im Zentrum des »Ring-Dorfes«, sie wurde im 14., 15. und 16. Jahrhundert errichtet.
Im 14. Jahrhundert begann der Bau der heutigen Kirche mit dem Chor und dem Turm. Im Jahre 1475 kamen die Sakristei und der nördliche Chor hinzu und im Jahr 1500 das Baptisterium auf der Seite des Turms. Das Hauptschiff der Kirche stammt aus der gleichen Zeit. Der Turm ist der bekannteste Teil der Kirche und wird „de stoere Zeeuw“, der harte Seeländer genannt. Es ist ein 60 Meter hoher Turm, der überwiegend aus Backstein erbaut, der Eingang aber ist aus Naturstein.
Die Innenraum dieser niederländisch-reformierten Kirche ist sehr nüchtern, aber hell.

## Politik

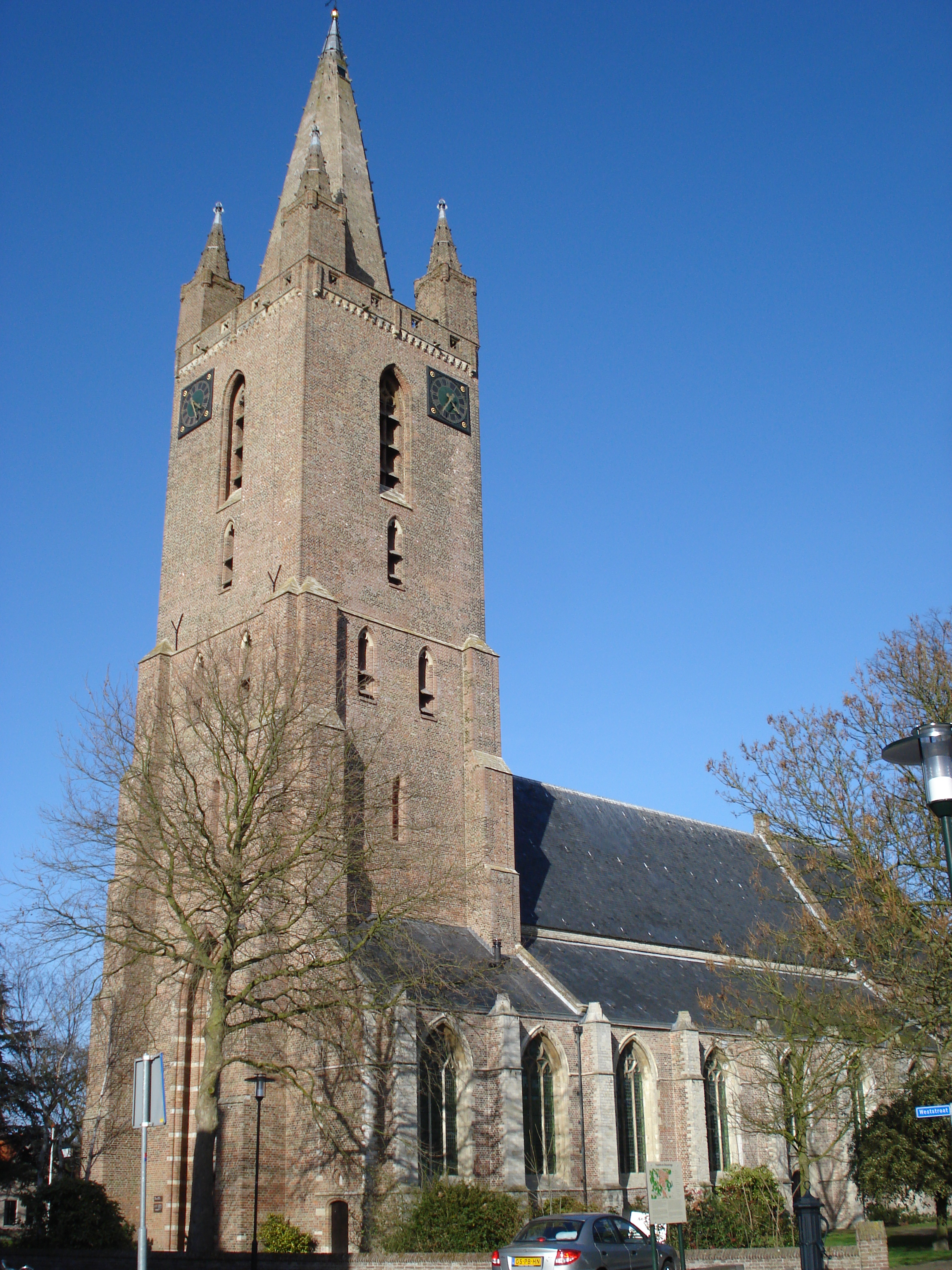
Die niederländisch-reformierte Kirche des Ortes

### Sitzverteilung im Gemeinderat
Seit 1982 ergaben sich im Gemeinderat folgende Sitzverteilungen:
| Partei         | Sitze | Sitze | Sitze | Sitze | Sitze | Sitze | Sitze | Sitze | Sitze | Sitze | Sitze |
| Partei         | 1982  | 1986  | 1990  | 1994  | 1998  | 2002  | 2006  | 2010  | 2014  | 2018  | 2022  |
| -------------- | ----- | ----- | ----- | ----- | ----- | ----- | ----- | ----- | ----- | ----- | ----- |
| VVD            | 2     | 2     | 2     | 3     | 3     | 3     | 3     | 3     | 4     | 4     | 3     |
| Gemeentebelang | 3     | 2     | 2     | 4     | 3     | 3     | 2     | 3     | 2     | 3     | 3     |
| SGP            | 2     | 1     | 2     | 2     | 2     | 2     | 2     | 3     | 3     | 2     | 3     |
| CDA            | 4     | 5     | 6     | 4     | 4     | 4     | 4     | 3     | 3     | 2     | 2     |
| PvdA           | 2     | 3     | 3     | 2     | 3     | 2     | 3     | 2     | 2     | 2     | 2     |
| PPR            | 2     | –     | –     | –     | –     | –     | –     | –     | –     | –     | –     |
| ChristenUnie   | –     | –     | –     | –     | –     | 1     | 1     | 1     | 1     | 1     | 1     |
| D66            | 0     | –     | –     | –     | –     | –     | –     | –     | –     | 1     | 1     |
| Lijst Ganseman | –     | 0     | –     | –     | –     | –     | –     | –     | –     | –     | –     |
| Gesamt         | 13    | 13    | 15    | 15    | 15    | 15    | 15    | 15    | 15    | 15    | 15    |

### Politische Gliederung
Die Gemeinde wird in folgende Ortsteile aufgeteilt:
| Nr. | Ort        | Einwohner |
| --- | ---------- | --------- |
| 00  | Kapelle    | 9.420     |
| 01  | Wemeldinge | 3.100     |
| 02  | Schore     | 490       |
|     | Gemeinde   | 13.010    |

1. ↑  Bezirksnummer
2. ↑  (Stand: 1. Januar 2024)